# Krumstert
Krumstert ist die Bezeichnung einer ostfriesischen Münze, die ab 1419 in Umlauf war.
Die Abstufung lautete demnach 1 Taler, 4 Orth (Ort oder Gulden) 1 Orth, (Ort oder Gulden) = 46 Krumstert.
Zu dieser Zeit gab es mehrere parallele Währungen. So war zum Beispiel eine Arensgulden (= Arnheimer geldrischer Gulden) 15 oder 16 Krumstert wert.
Der Krumstert war ursprünglich eine flämische Münze aus eben dem Jahre 1419. Er erhielt seinen Namen von dem auf ihn dargestellten Löwen mit einem sehr krummen Schwanz (= Stert).
Durch das Häuptlingsgeschlecht der Cirksena wurde das Löwenbild durch die Harpyie ersetzt. Diese Münzen wurden wegen ihres hohen Silbergehalts auch Witten (= Weißpfennig) genannt, da sie, wenn sie neu waren, sehr hell glänzten.